# Teoria do desenvolvimento económico O-ring
A teoria do desenvolvimento económico O-ring é um modelo de desenvolvimento económico proposto por Michael Kremer em 1993, que propõe que as tarefas de produção devem ser executadas eficientemente em conjunto para que qualquer uma delas seja de alto valor. A principal característica deste modelo é a correspondência seletiva positiva, por meio da qual pessoas com níveis de habilidade semelhantes trabalham juntas.
O modelo argumenta que a teoria do desenvolvimento O-ring explica por que os países ricos produzem produtos mais complicados, têm empresas maiores e uma produtividade dos trabalhadores muito mais elevada do que os países pobres.
O nome é uma referência ao desastre do vaivém espacial Challenger de 1986, uma catástrofe causada pela falha de anéis de vedação O-ring.[carece de fontes?]

## Modelo
O modelo pressupõe que as empresas são neutras em termos de risco, os mercados de trabalho são competitivos, os trabalhadores fornecem mão de obra de forma inelástica, os trabalhadores são substitutos imperfeitos uns dos outros e há uma complementaridade suficiente de tarefas.[carece de fontes?]
A produção é dividida em {\displaystyle n} tarefas. Os trabalhadores podem utilizar uma infinidade de técnicas de eficiência variável para realizar essas tarefas, dependendo de sua habilidade. Habilidade é denotada por {\displaystyle q}, onde {\displaystyle 0\leq q\leq 1} . O conceito de {\displaystyle q} difere dependendo da interpretação. Pode representar a probabilidade de um trabalhador concluir uma tarefa com sucesso, a qualidade da conclusão da tarefa expressa em percentagem, ou a qualidade da conclusão da tarefa com a condição de uma margem de erro que pode reduzir a qualidade. A saída é então igual ao produto da {\displaystyle q} valores de cada um dos {\displaystyle n} tarefas em conjunto e dimensionando-as por uma constante específica da empresa, {\displaystyle B}. Este escalar está positivamente correlacionado com o número de tarefas. A função de produção é:[carece de fontes?]
F(qi, qj) = Bqiqj
A implicação importante desta função de produção é a correspondência seletiva positiva. Isto pode ser observado numa economia hipotética de quatro pessoas, com dois trabalhadores de baixa qualificação ( qL ) e dois trabalhadores de alta qualificação ( qH ). Esta equação determina a eficiência produtiva da correspondência de habilidades:[carece de fontes?]
qH2 + qL2 ≥ 2qHqL
Por meio desta equação, o produto total é maximizado ao parear aqueles com níveis de habilidade semelhantes.[carece de fontes?]

## Conclusões
Existem várias implicações que podem ser derivadas do modelo: 
1. Trabalhadores que realizam a mesma tarefa ganham salários mais altos numa empresa de alta qualificação do que numa empresa de baixa qualificação;[carece de fontes?]
2. Os salários serão mais do que proporcionalmente mais altos nos países desenvolvidos do que seria assumido pelas medições dos níveis de qualificação;[carece de fontes?]
3. Os trabalhadores considerarão os investimentos em capital humano à luz de investimentos semelhantes feitos por aqueles ao seu redor;
4. Os efeitos dos pontos de estrangulamento locais são ampliados, o que também reduz os retornos esperados da qualificação;[carece de fontes?]
5. Os efeitos O-ring entre empresas podem criar armadilhas nacionais de baixa produção.[carece de fontes?]

Este modelo ajuda a explicar a fuga de cérebros e a disparidade económica internacional. Como afirma Kremer, "Se a complementaridade estratégica for suficientemente forte, nações ou grupos microeconomicamente idênticos dentro de nações poderiam estabelecer equilíbrios com diferentes níveis de capital humano".

## Extensões
Garett Jones (2013) baseia-se na teoria O-ring de Kremer para explicar por que as diferenças nas qualificações dos trabalhadores estão associadas a diferenças "massivas" nos níveis de produtividade internacional, apesar de causarem apenas diferenças modestas nos salários dentro de um país. Para tanto, Jones distingue entre empregos O-ring — empregos com alta complementaridade estratégica em termos de qualificação — e empregos à prova de falhas — empregos caracterizados por retornos decrescentes da mão de obra — e assume que ambas as tecnologias de produção estão disponíveis para todos os países. Em seguida, Jones demonstra que pequenas variações internacionais na qualificação média dos trabalhadores por país resultam em grande desigualdade de rendimento internacional e pequena desigualdade intranacional.